# Copa de la República del Congo de futbol
La copa de la República del Congo de futbol és la màxima competició futbolística per eliminatòries de la República del Congo. És organitzada per la Fédération Congolaise de Football. Fou creada l'any 1974.

## Historial
Font:
| Year    | Winner                              | Result             | Runner-up                           |
| ------- | ----------------------------------- | ------------------ | ----------------------------------- |
| 1974    | Vita Club Mokanda (Pointe-Noire)    |                    |                                     |
| 1975-76 | desconegut                          |                    |                                     |
| 1977    | Vita Club Mokanda (Pointe-Noire)    |                    |                                     |
| 1978    | Inter Club (Brazzaville)            |                    |                                     |
| 1979-80 | desconegut                          |                    |                                     |
| 1981    | CARA Brazzaville                    |                    |                                     |
| 1982    | AS Chéminots (Pointe-Noire)         |                    |                                     |
| 1983    | Étoile du Congo (Brazzaville)       |                    |                                     |
| 1984    | AS Chéminots (Pointe-Noire)         |                    |                                     |
| 1985    | Inter Club (Brazzaville)            |                    |                                     |
| 1986    | CARA Brazzaville                    |                    |                                     |
| 1987    | Inter Club (Brazzaville)            |                    |                                     |
| 1988    | Patronage Sainte-Anne (Brazzaville) |                    |                                     |
| 1989    | Diables Noirs (Brazzaville)         |                    |                                     |
| 1990    | Diables Noirs (Brazzaville)         |                    |                                     |
| 1991    | Elecsport (Bouansa)                 | 0–0 (3–2 pen)      | Diables Noirs (Brazzaville)         |
| 1992    | CARA Brazzaville                    | venç               | Diables Noirs (Brazzaville)         |
| 1993    | CARA Brazzaville                    | 1–0                | Étoile du Congo (Brazzaville)       |
| 1994    | EPB (Pointe-Noire)                  | 1–0 pr.            | Inter Club (Brazzaville)            |
| 1995    | Étoile du Congo (Brazzaville)       | 1–0 pr.            | Inter Club (Brazzaville)            |
| 1996    | Vita Club Mokanda (Pointe-Noire)    |                    |                                     |
| 1997    | Vita Club Mokanda (Pointe-Noire)    |                    |                                     |
| 1998-99 | no es disputà                       |                    |                                     |
| 2000    | Étoile du Congo (Brazzaville)       | 5–1                | Vita Club Mokanda (Pointe-Noire)    |
| 2001    | AS Police (Brazzaville)             | 1–0                | Étoile du Congo (Brazzaville)       |
| 2002    | Étoile du Congo (Brazzaville)       | 2–1                | Abeilles FC (Pointe-Noire)          |
| 2003    | CSMD Diables Noirs (Brazzaville)    | 0–0 pr. (3–2 pen)  | Vita Club Mokanda (Pointe-Noire)    |
| 2004    | Muni Sport (Pointe-Noire)           | 0–0 (3–0 pen)      | Vita Club Mokanda (Pointe-Noire)    |
| 2005    | CSMD Diables Noirs (Brazzaville)    | 1–1 (4–2 pen)      | Patronage Sainte-Anne (Brazzaville) |
| 2006    | Étoile du Congo (Brazzaville)       | 2–1                | JS Talangaï (Brazzaville)           |
| 2007    | JS Talangaï (Brazzaville)           | 2–1                | CARA Brazzaville                    |
| 2008    | Club 57 Tourbillon (Brazzaville)    | 2–1                | FC Kondzo                           |
| 2009    | AC Léopard (Dolisie)                | atorgat 3–0        | CARA Brazzaville                    |
| 2010    | AC Léopard (Dolisie)                | final no disputada | Étoile du Congo                     |
| 2011    | AC Léopard (Dolisie)                | 1–0                | CSMD Diables Noirs                  |
| 2012    | CSMD Diables Noirs                  | 1–0                | AC Léopard (Dolisie)                |
| 2013    | AC Léopard (Dolisie)                | 1–0                | CSMD Diables Noirs                  |
| 2014    | CSMD Diables Noirs (Brazzaville)    | 2–0                | CARA Brazzaville                    |
| 2015    | CSMD Diables Noirs (Brazzaville)    | 1–0                | AC Léopard (Dolisie)                |
| 2016    | AC Léopard (Dolisie)                | 1–0                | CARA Brazzaville                    |
| 2017    | AC Léopard (Dolisie)                | 2–2 (4–3 pen)      | CARA Brazzaville                    |
| 2018    | CSMD Diables Noirs (Brazzaville)    | 0–0 (5–3 pen)      | AS Otôho                            |
| 2019    | Étoile du Congo (Brazzaville)       | 0–0 (4–2 pen)      | AS Otôho                            |